# Milis, Sardinien
Milis är en ort och kommun i provinsen Oristano i regionen Sardinien i Italien. Kommunen hade 1 513 invånare (2017).